# Priamítsyno
Priamítsyno (ruso: Прями́цыно) es un asentamiento de tipo urbano de Rusia, capital del raión de Oktiabr en la óblast de Kursk.
En 2021, el asentamiento tenía una población de 5179 habitantes. En su territorio no hay pedanías.
Se ubica en la periferia suroccidental de la capital regional Kursk, en la salida de dicha ciudad de la carretera R200 que lleva a Sumy. El río Seim fluye al norte del asentamiento.

## Historia
Se conoce la existencia de la localidad en documentos desde los siglos XVII-XVIII, aunque en su origen era un pequeño asentamiento rural. Su desarrollo urbano comenzó en el siglo XIX, cuando se desarrolló como poblado ferroviario al albergar la estación del vecino pueblo de Dyákonovo. En 1928, al formarse los raiones de la óblast de Chernozem Central, se creó en esta zona el "raión de Lenin" con sede administrativa en Dyákonovo, pero el raión fue suprimido en 1963. En 1970, se restauró el antiguo "raión de Lenin", pero ahora con el nombre de "raión de Oktiabr" y capital en Priamítsyno, que en 1973 adoptó el estatus de asentamiento de tipo urbano. Desde la segunda mitad del siglo XX se está desarrollando notablemente como área periférica de la capital regional Kursk.